# Бетел Тауншип (округ Армстронг, Пенсільванія)
Бетел Тауншип (англ. Bethel Township) — селище (англ. township) в США, в окрузі Армстронг штату Пенсільванія. Населення — 1098 осіб (2020).

## Демографія
Згідно з переписом 2010 року, у селищі мешкали 1183 особи в 484 домогосподарствах у складі 361 родини. Було 593 помешкання
Расовий склад населення:
| - 98,4 % — білих - 0,6 % — корінних американців - 0,2 % — чорних або афроамериканців - 0,2 % — азіатів |

До двох чи більше рас належало 0,7 %. Частка іспаномовних становила 0,5 % від усіх жителів.
За віковим діапазоном населення розподілялося таким чином: 19,4 % — особи молодші 18 років, 62,5 % — особи у віці 18—64 років, 18,1 % — особи у віці 65 років та старші. Медіана віку мешканця становила 45,9 року. На 100 осіб жіночої статі у селищі припадало 111,2 чоловіків;  на 100 жінок у віці від 18 років та старших — 105,6 чоловіків також старших 18 років.
Середній дохід на одне домашнє господарство  становив 68 318 доларів США (медіана — 51 250), а середній дохід на одну сім'ю — 77 406 доларів (медіана — 60 347). Медіана доходів становила 45 000 доларів для чоловіків та 42 813 долари для жінок. За межею бідності перебувало 11,2 % осіб, у тому числі 19,6 % дітей у віці до 18 років та 3,3 % осіб у віці 65 років та старших.
Цивільне працевлаштоване населення становило 503 особи. Основні галузі зайнятості: освіта, охорона здоров'я та соціальна допомога — 30,8 %, виробництво — 20,7 %, будівництво — 14,3 %, роздрібна торгівля — 9,3 %.